# Treille (vigne)
Pour les articles homonymes, voir Treille (homonymie) et Treillage.

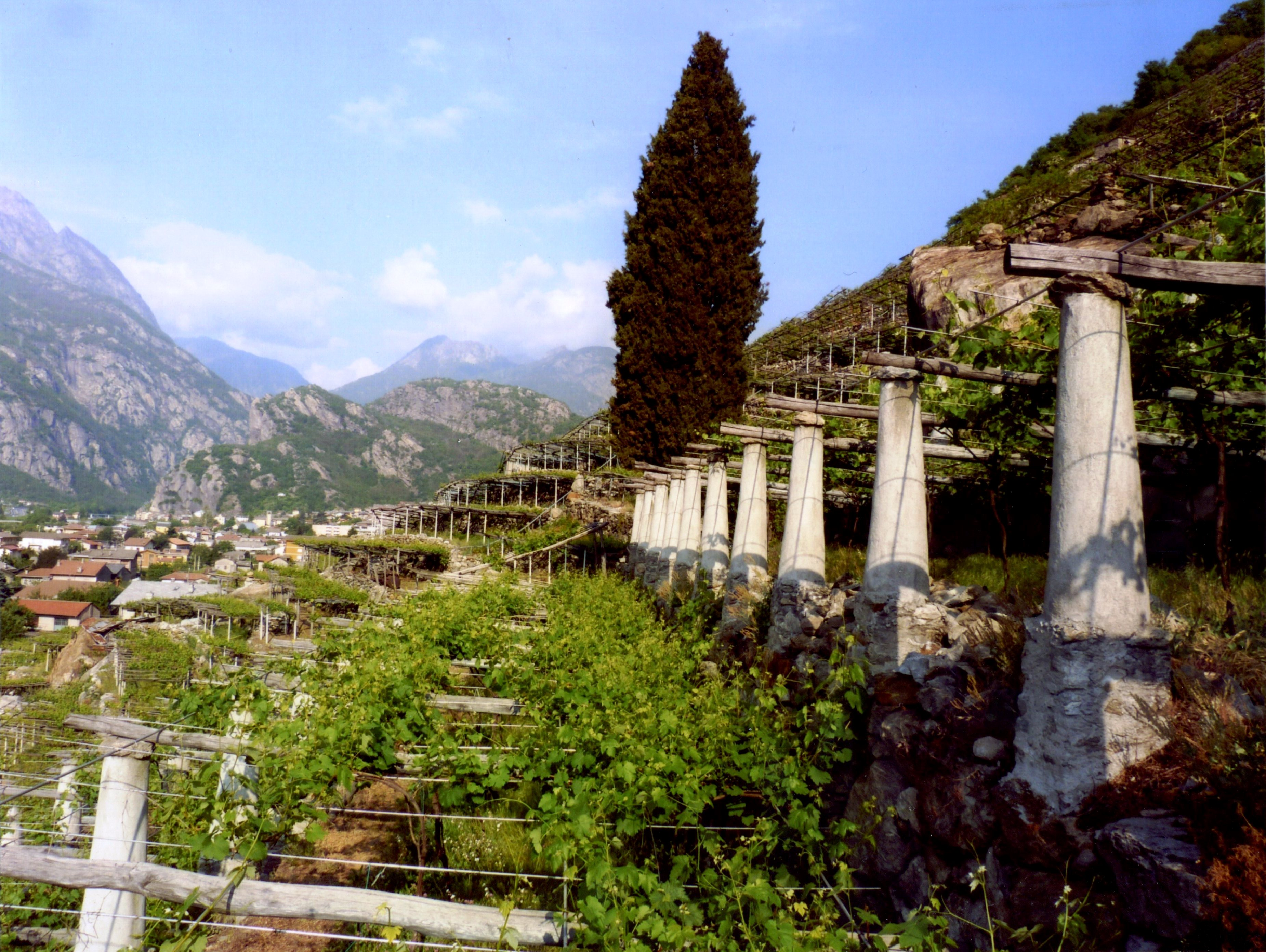
Treilles en pergolas de la vallée d'Aoste (vignoble) de la Vallée d'Aoste dans les Alpes

La treille est un type de conduite de la vigne utilisé en viticulture dans certains jardins, façades de maison, ou vignobles. Il consiste à faire monter des ceps, contre un mur, un treillage, une pergola, ou un arbre (hautain).
Cette méthode est fortement appréciée pour sa faculté à créer un ombrage important, un aspect esthétique original, combinés à la possibilité de ramasser de nombreuses grappes de raisin de table.

## Étymologie
Le mot treillage, issu du mot treille, désigne l'art des menuisiers de jardins, les treillageurs. Ce qui était l'art des vignerons (le vin de la treille) et des jardiniers, s'exprime à partir de la Renaissance, dans des palis, espaliers, palissades, rotondes, et tunnels voûtés, dans le bosquet de l'Encelade du jardin de Versailles entre-autres...

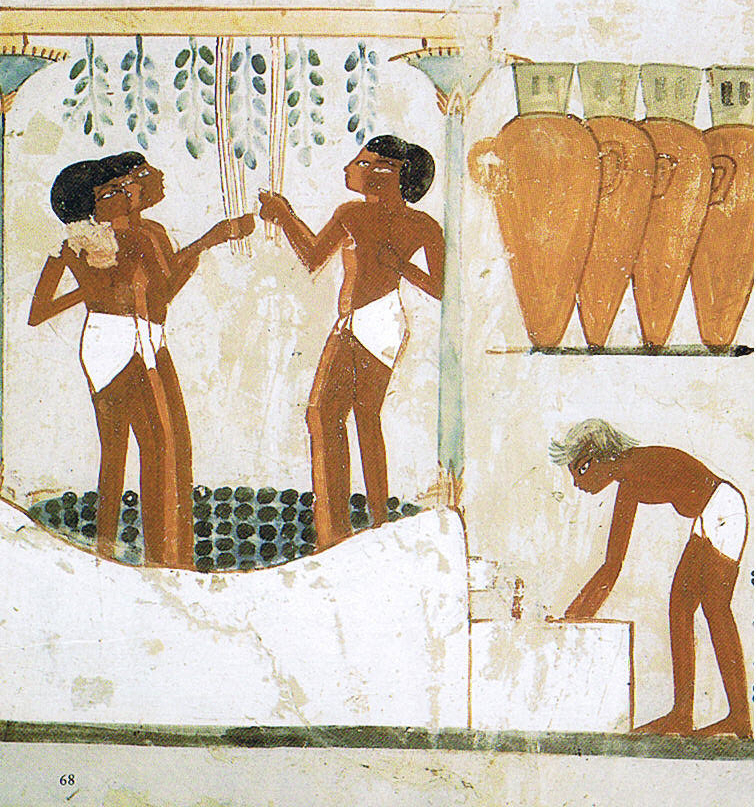
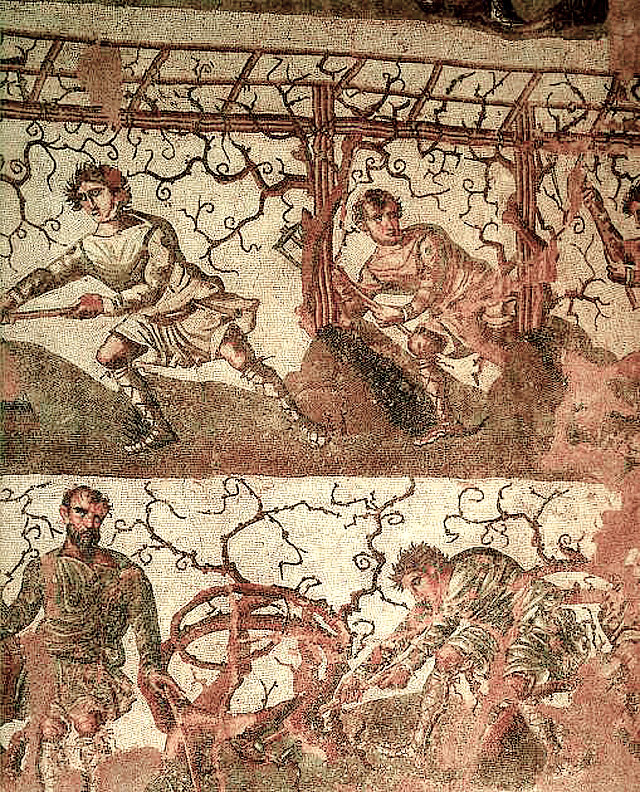
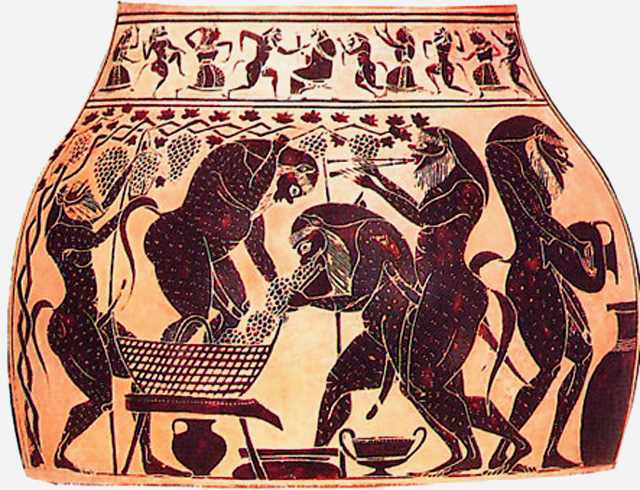
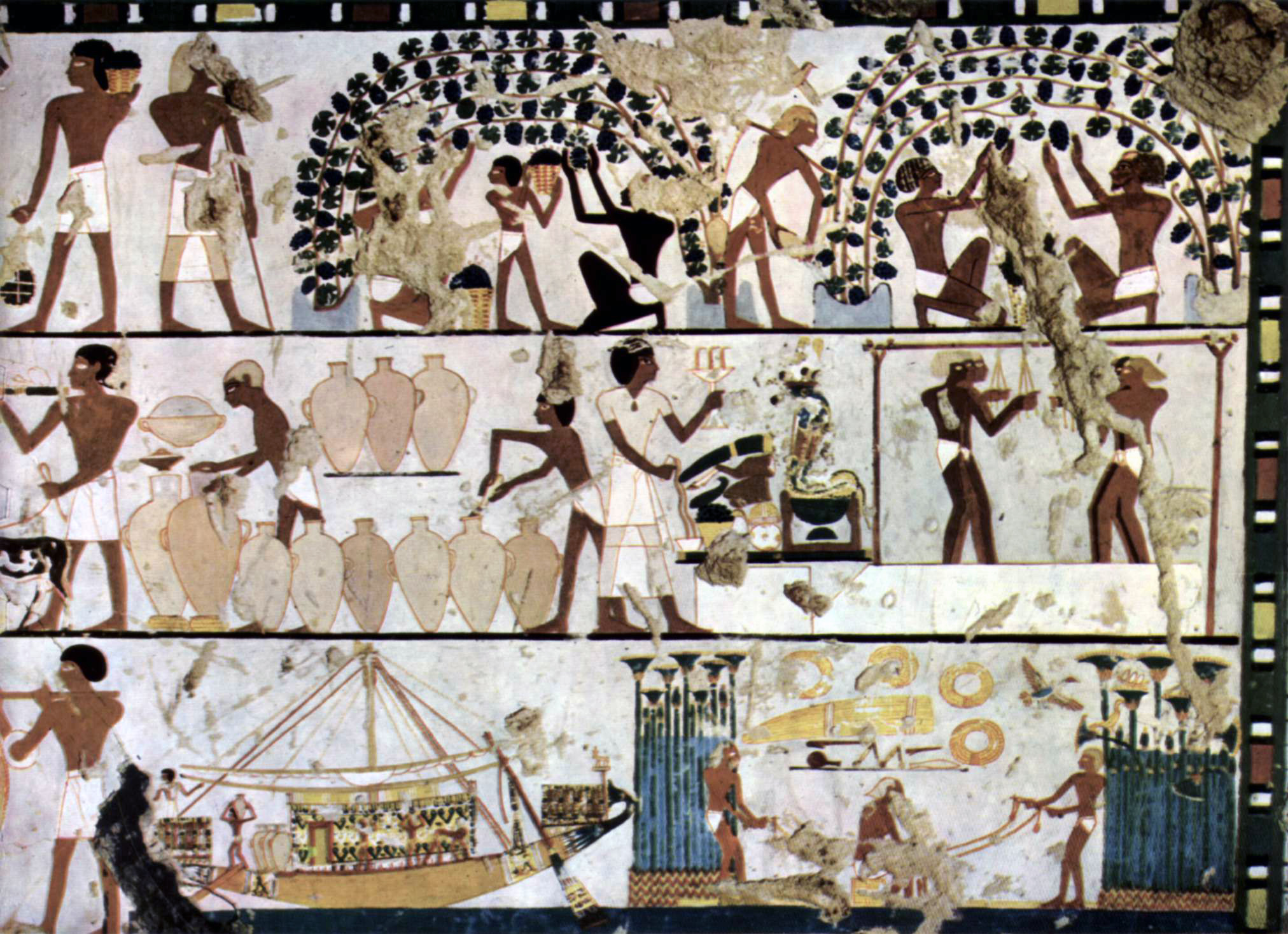
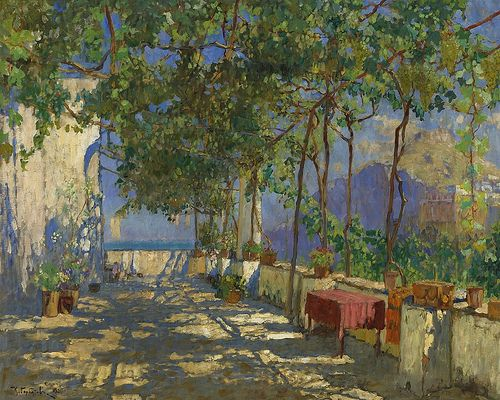
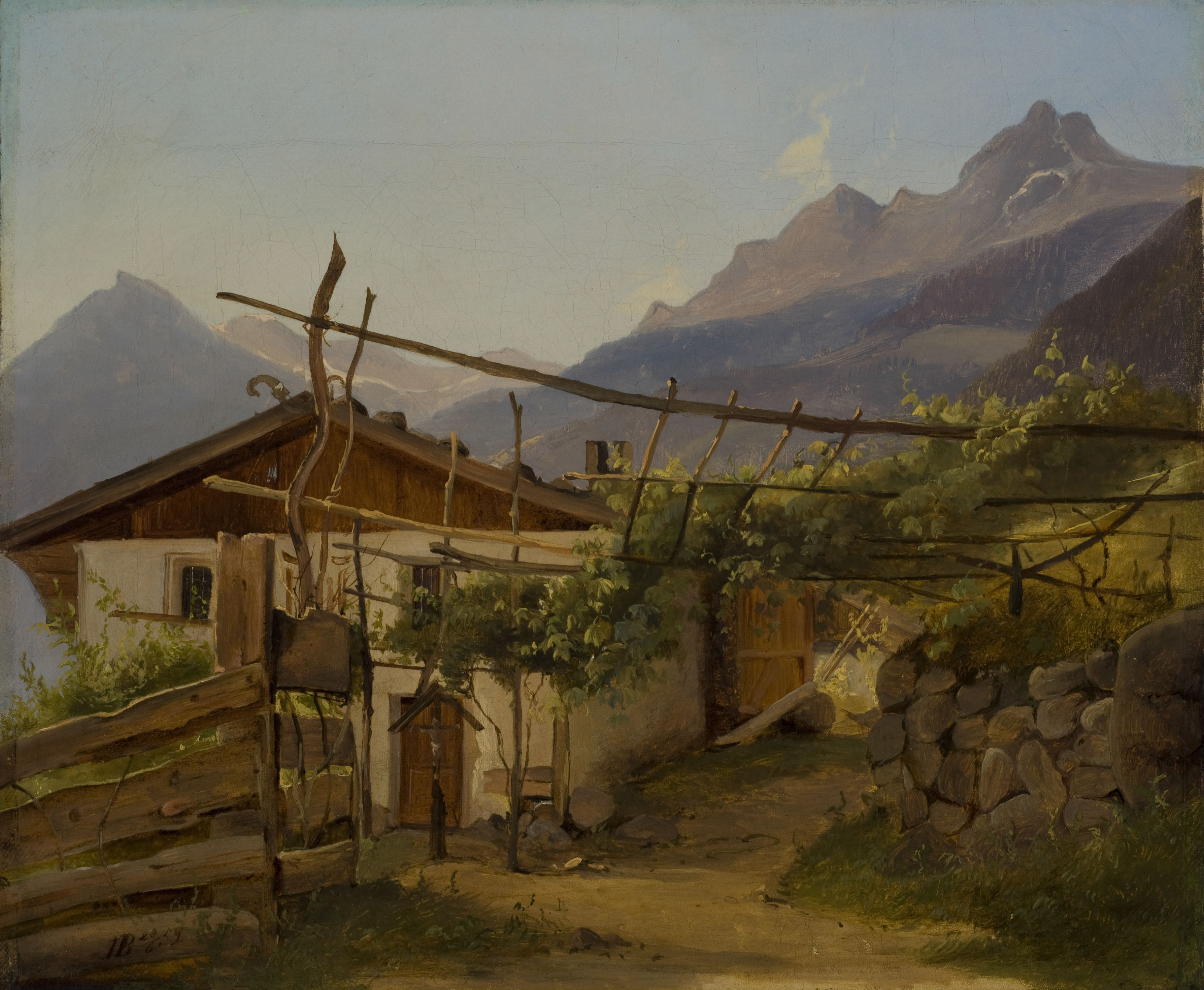

## Plantation et culture de la vigne en treille
La plantation d'une vigne en treille est sensiblement identique à la plantation classique d'une vigne en terre. Il est néanmoins nécessaire d'anticiper la croissance future de sa vigne en l'espaçant suffisamment du mur (>0,50cm voire 1m) pour ne pas risquer la déformation du mur ou du sol à l'avenir à cause des racines très robustes.
Pour la culture en pergola ou contre un mur, il est également nécessaire de guider les lianes de la vigne avec des montants solides (pour la pergola) ou des supports auxquels la vigne puisse s'agripper et croitre (pour un mur)
L'arrosage et l'entretien ne différent pas quant à eux d'une vigne classique.

## Treilles de plantes diverses

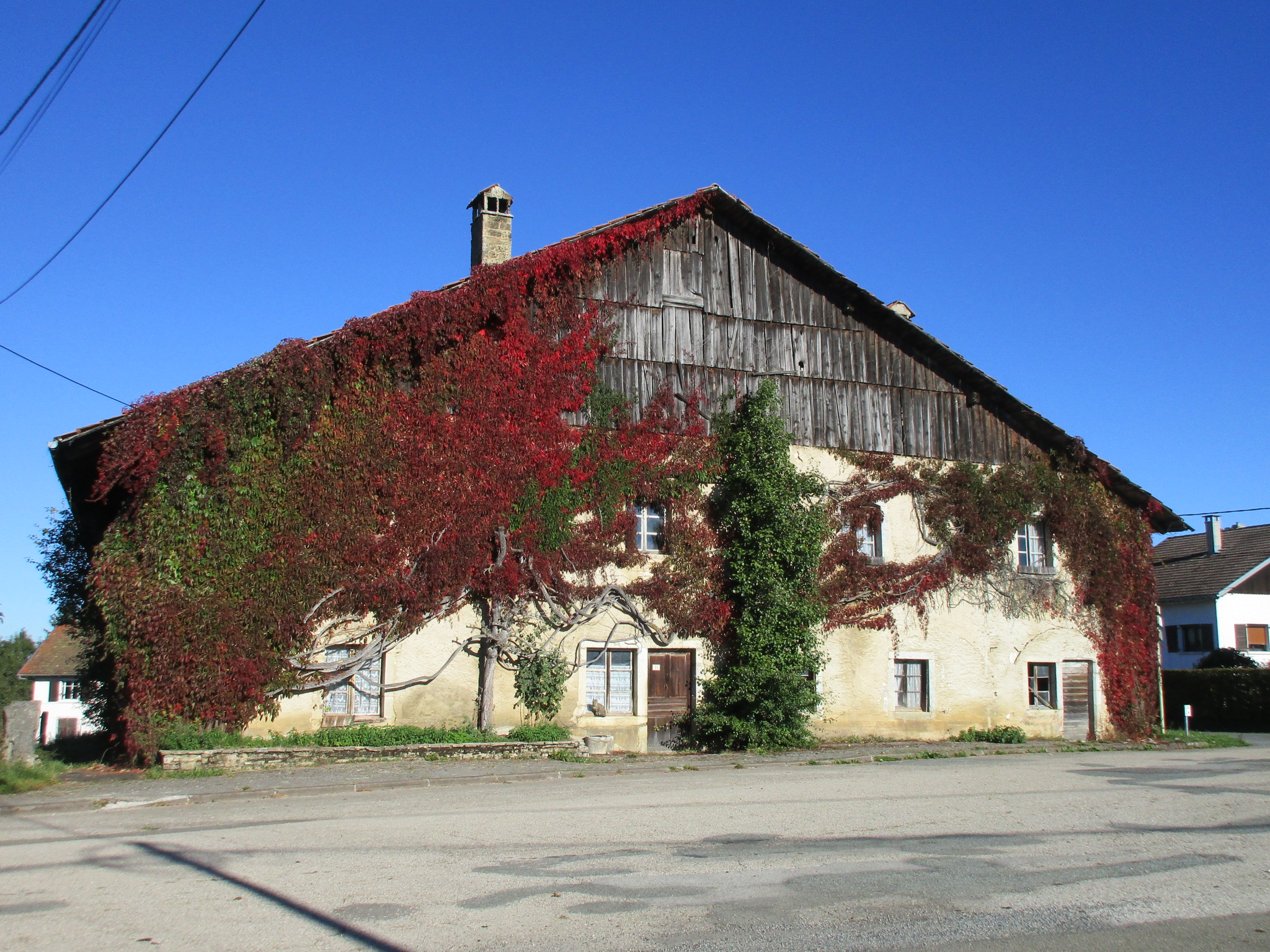
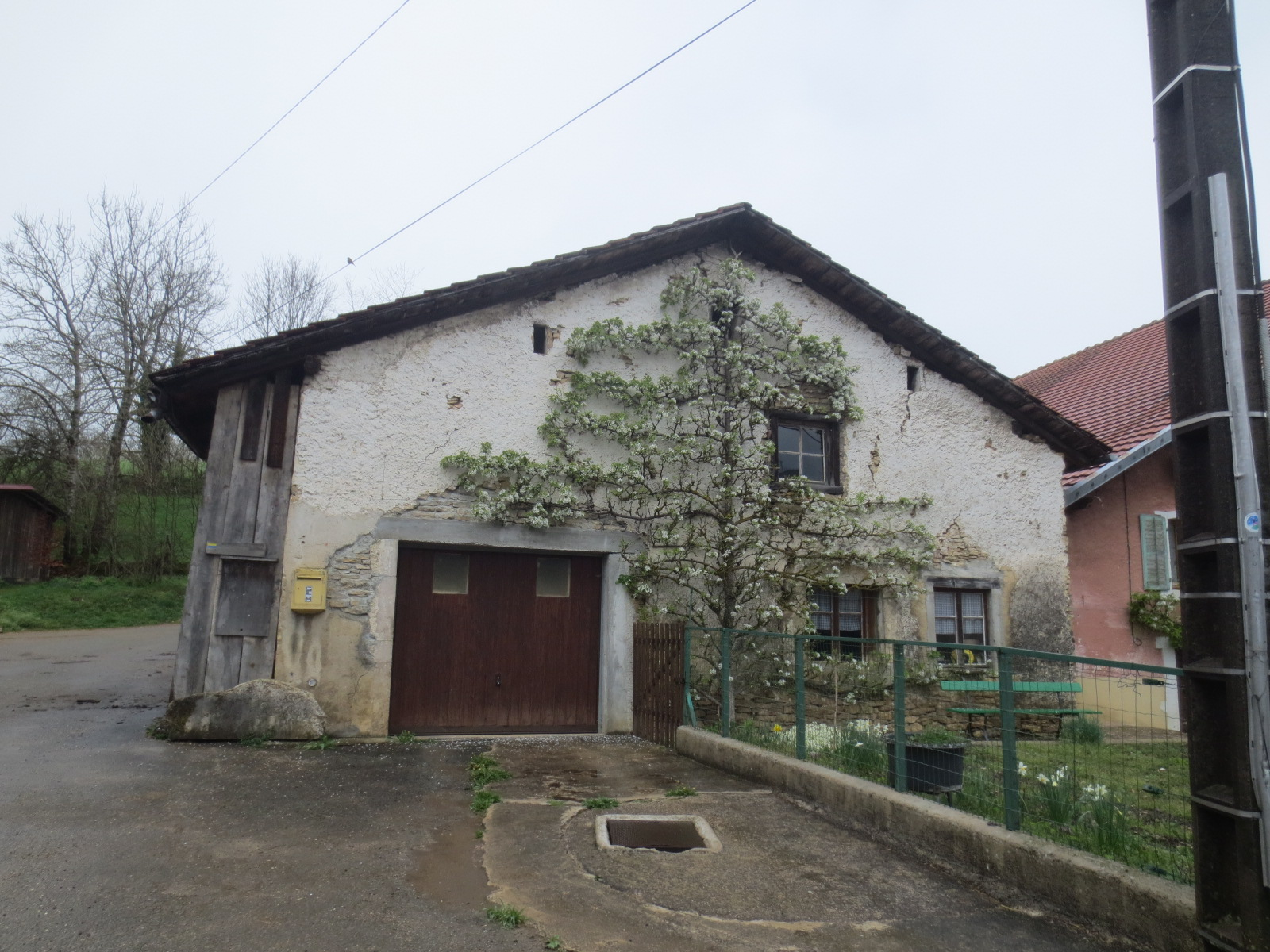
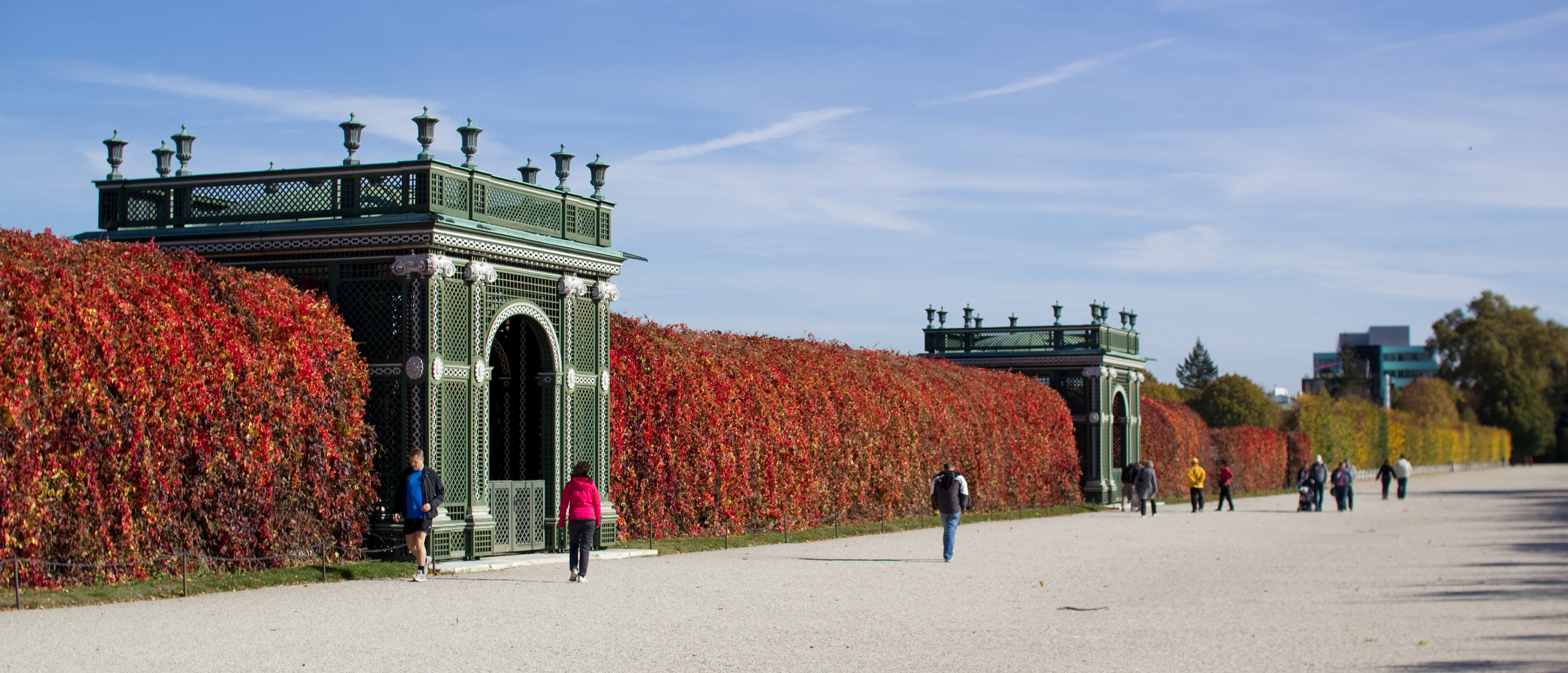
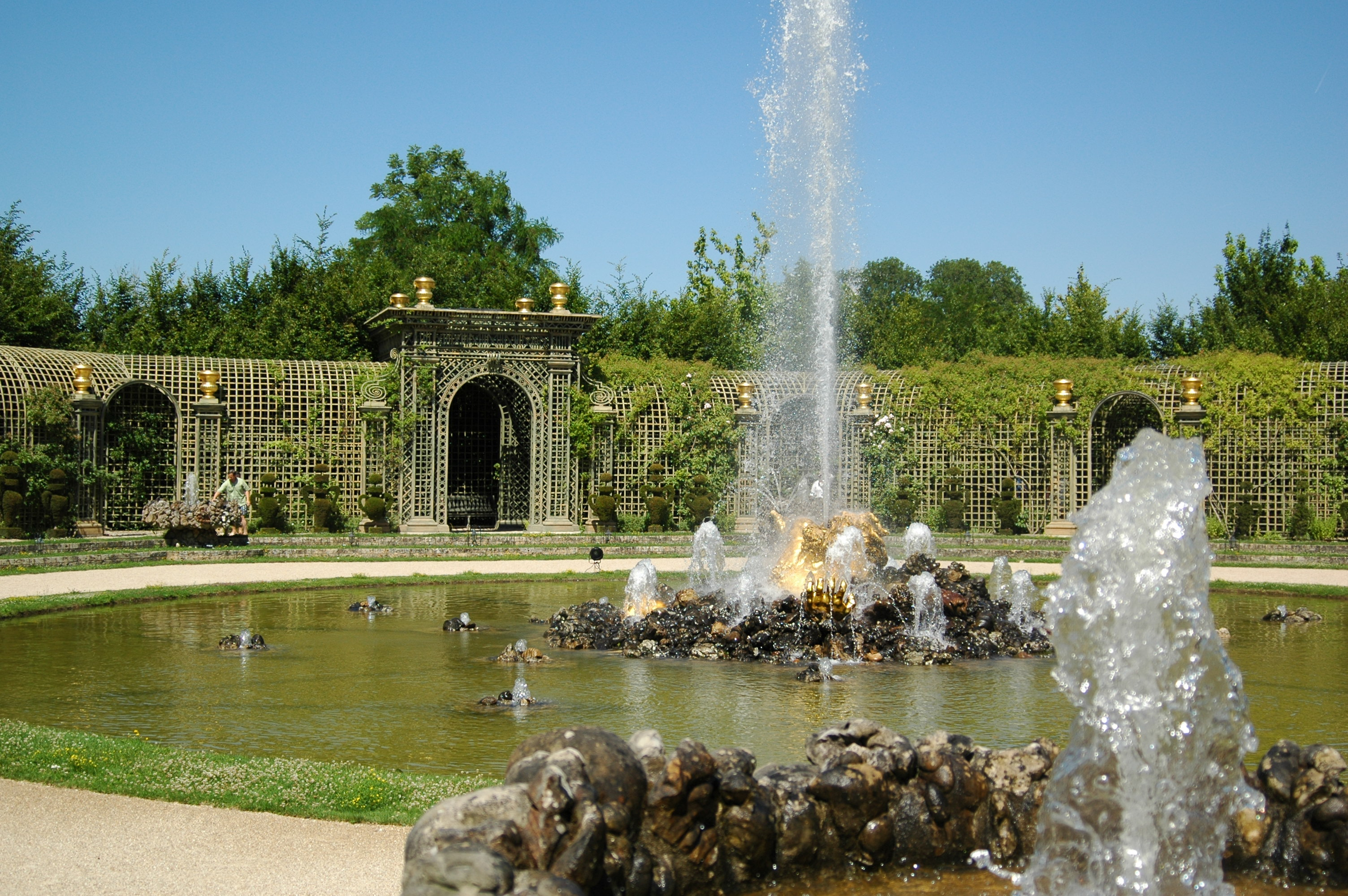
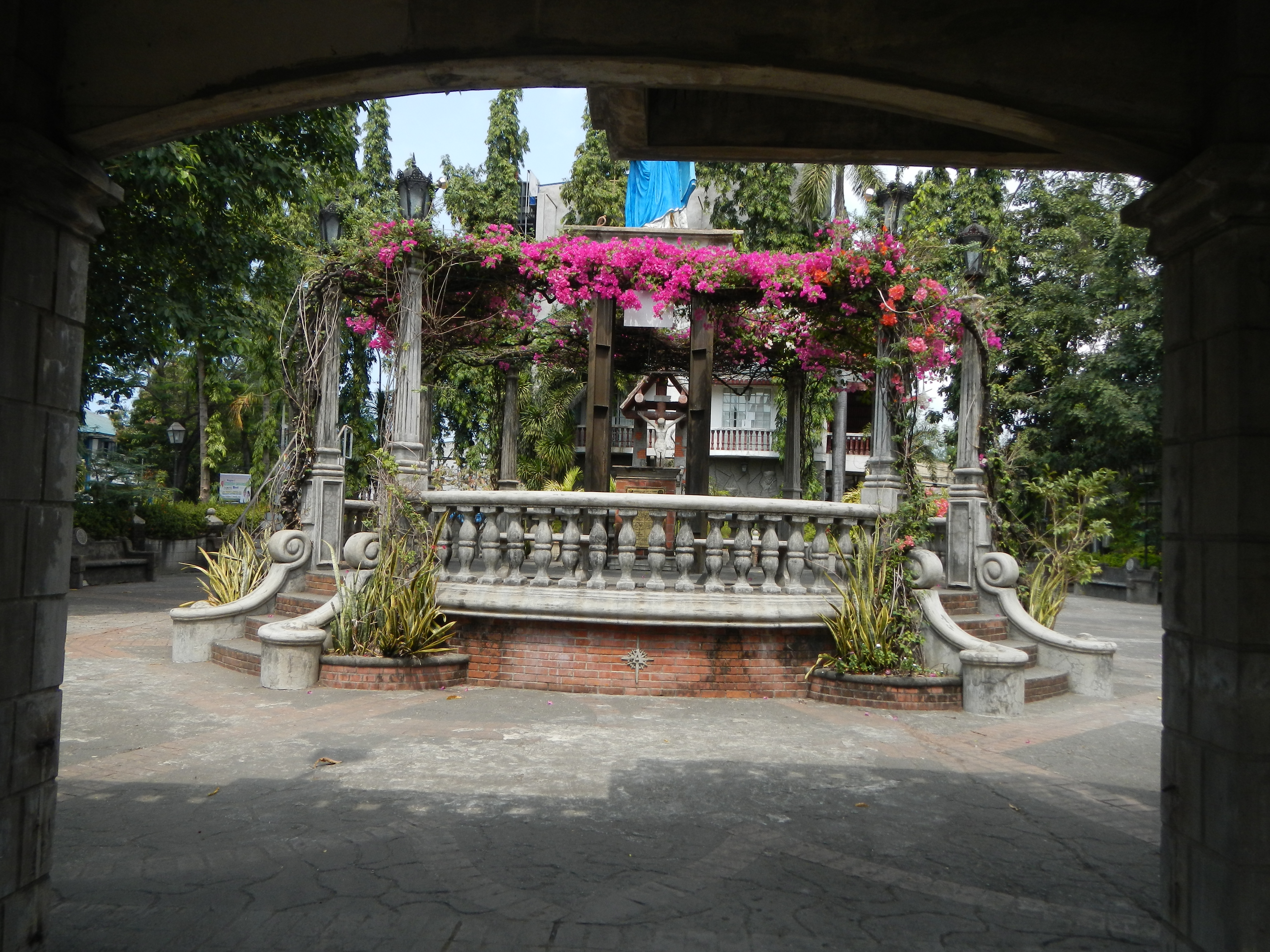
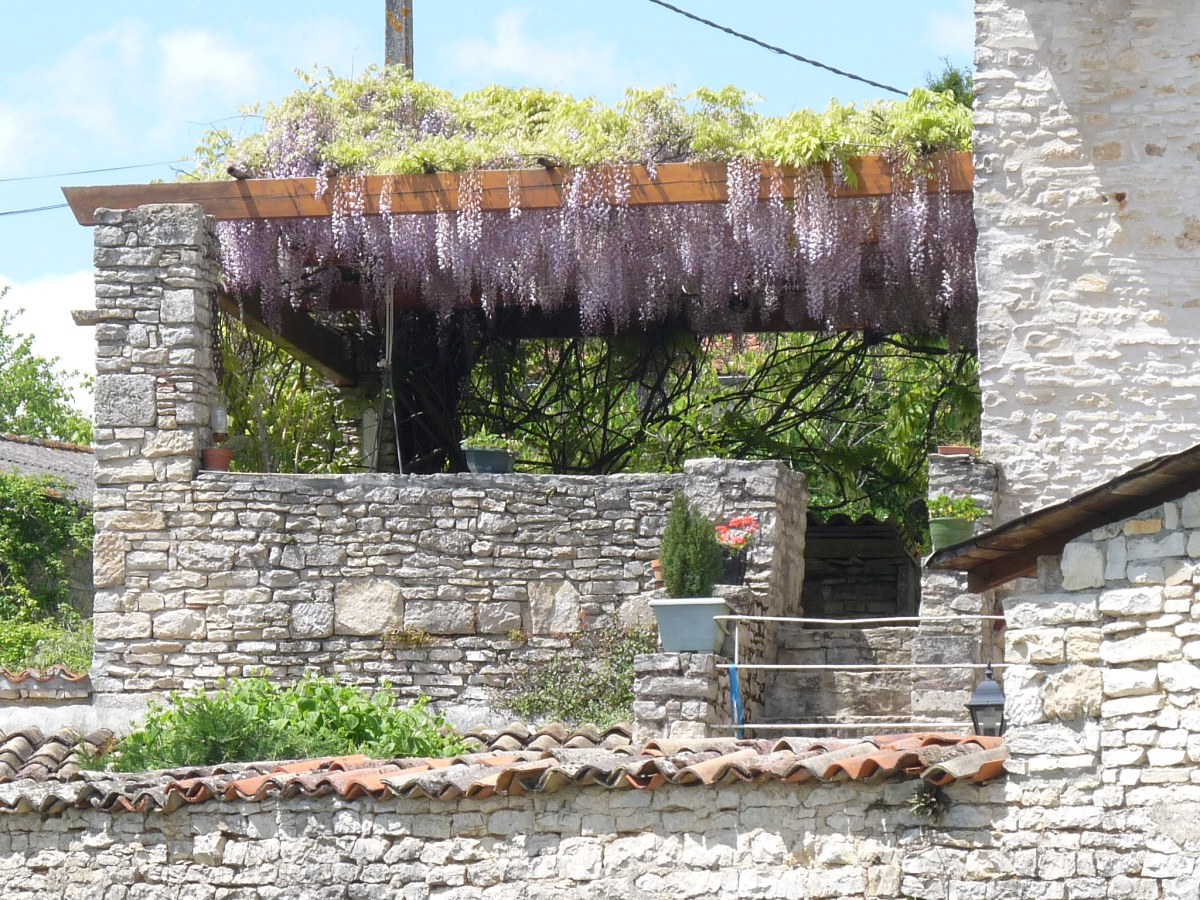
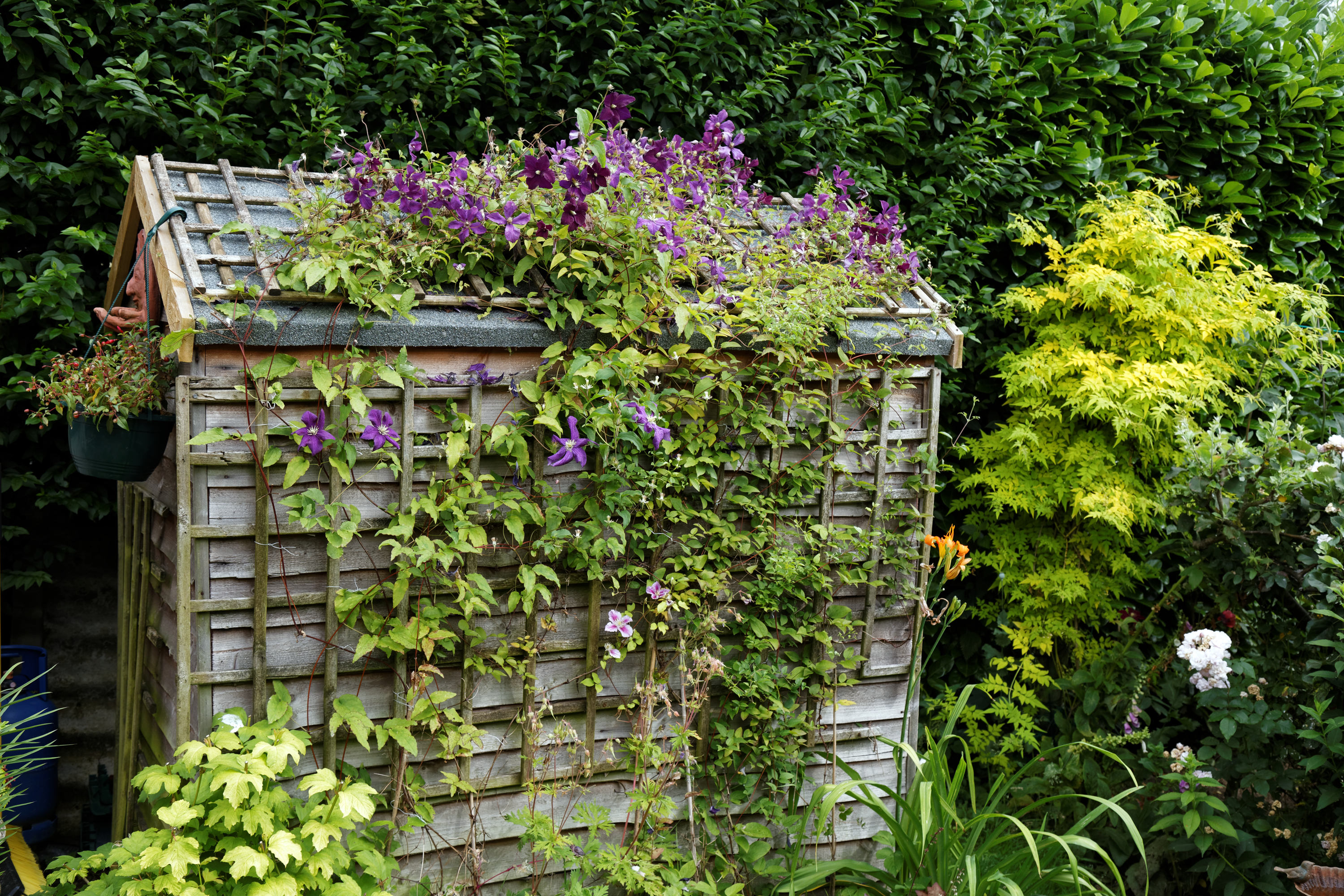
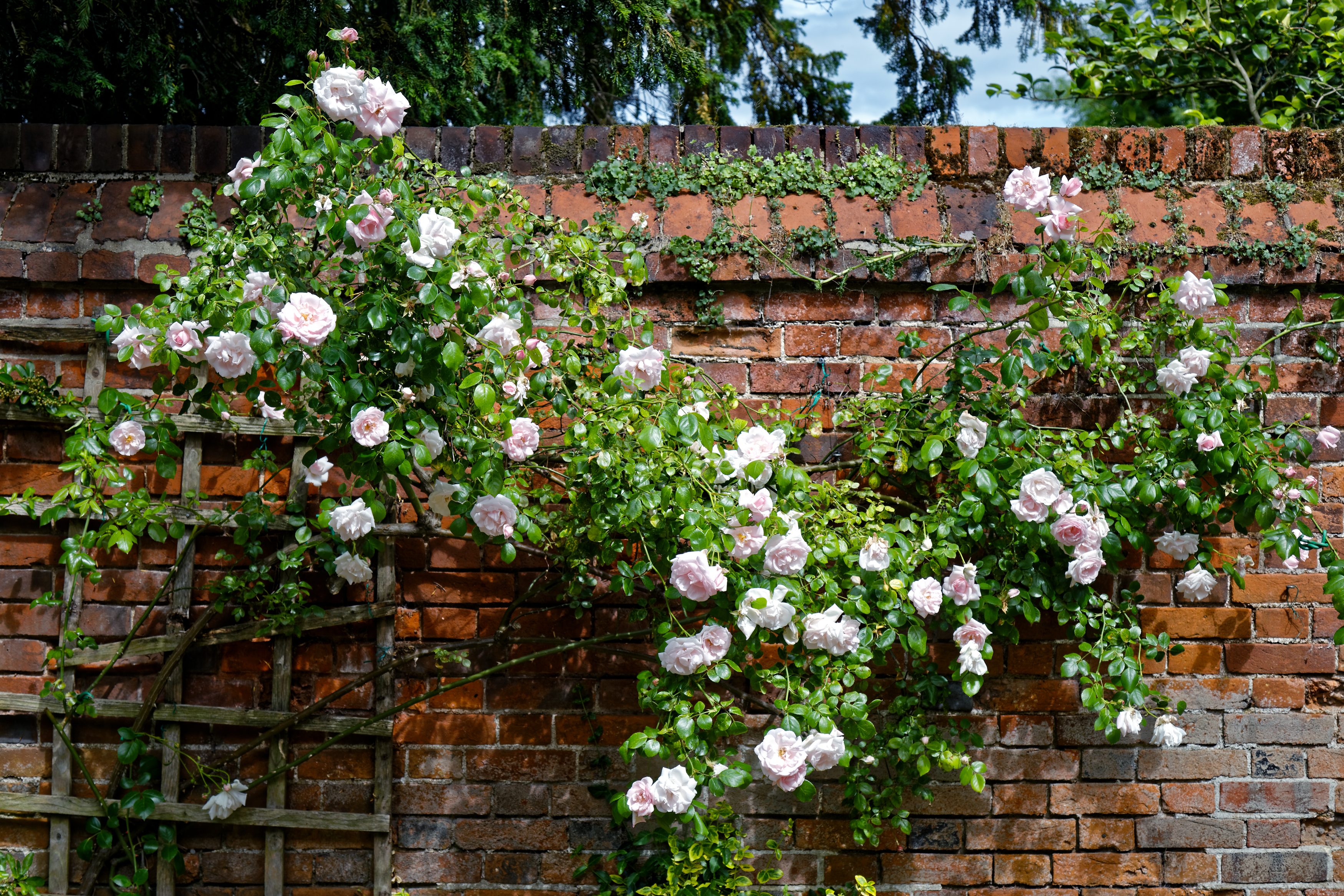
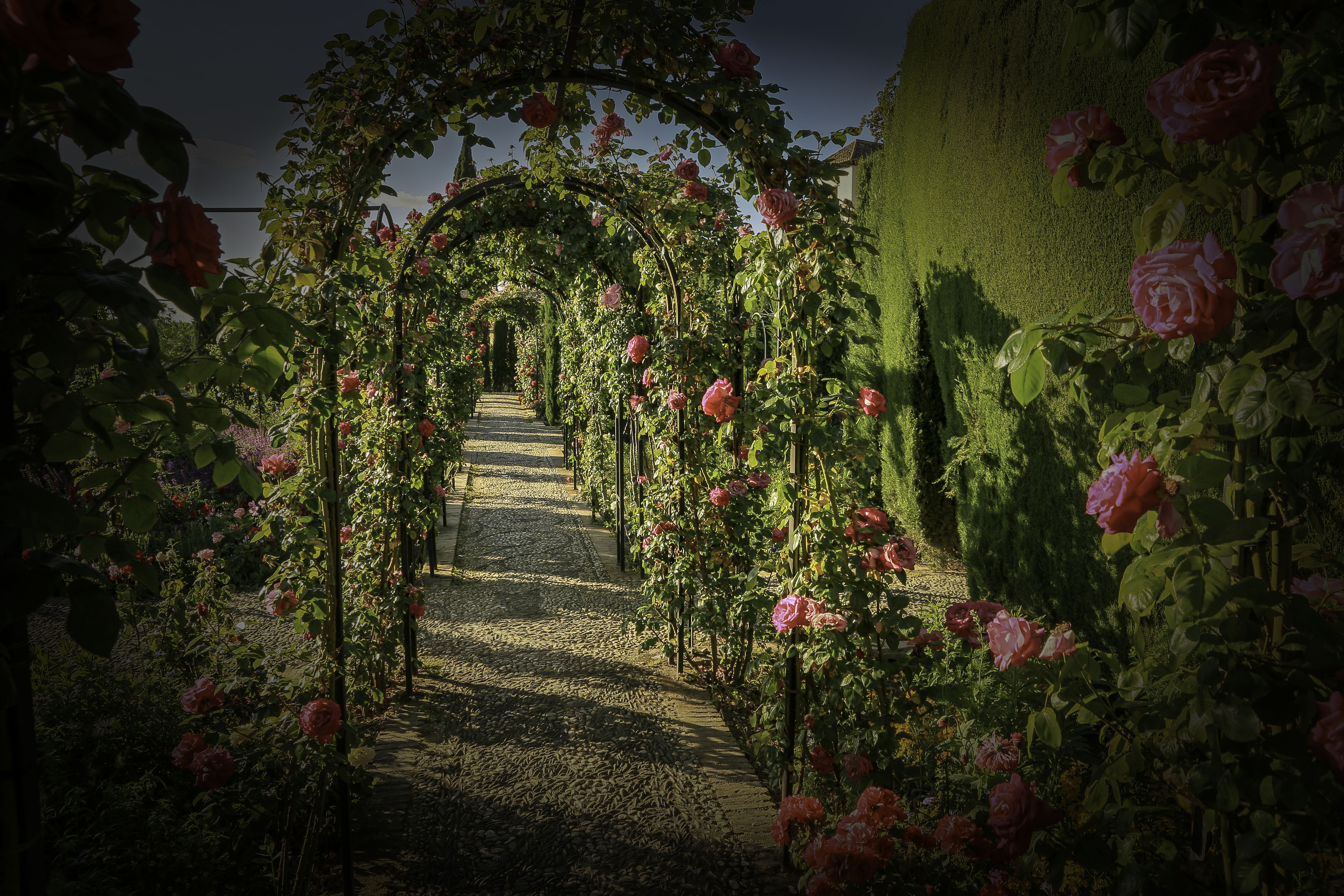
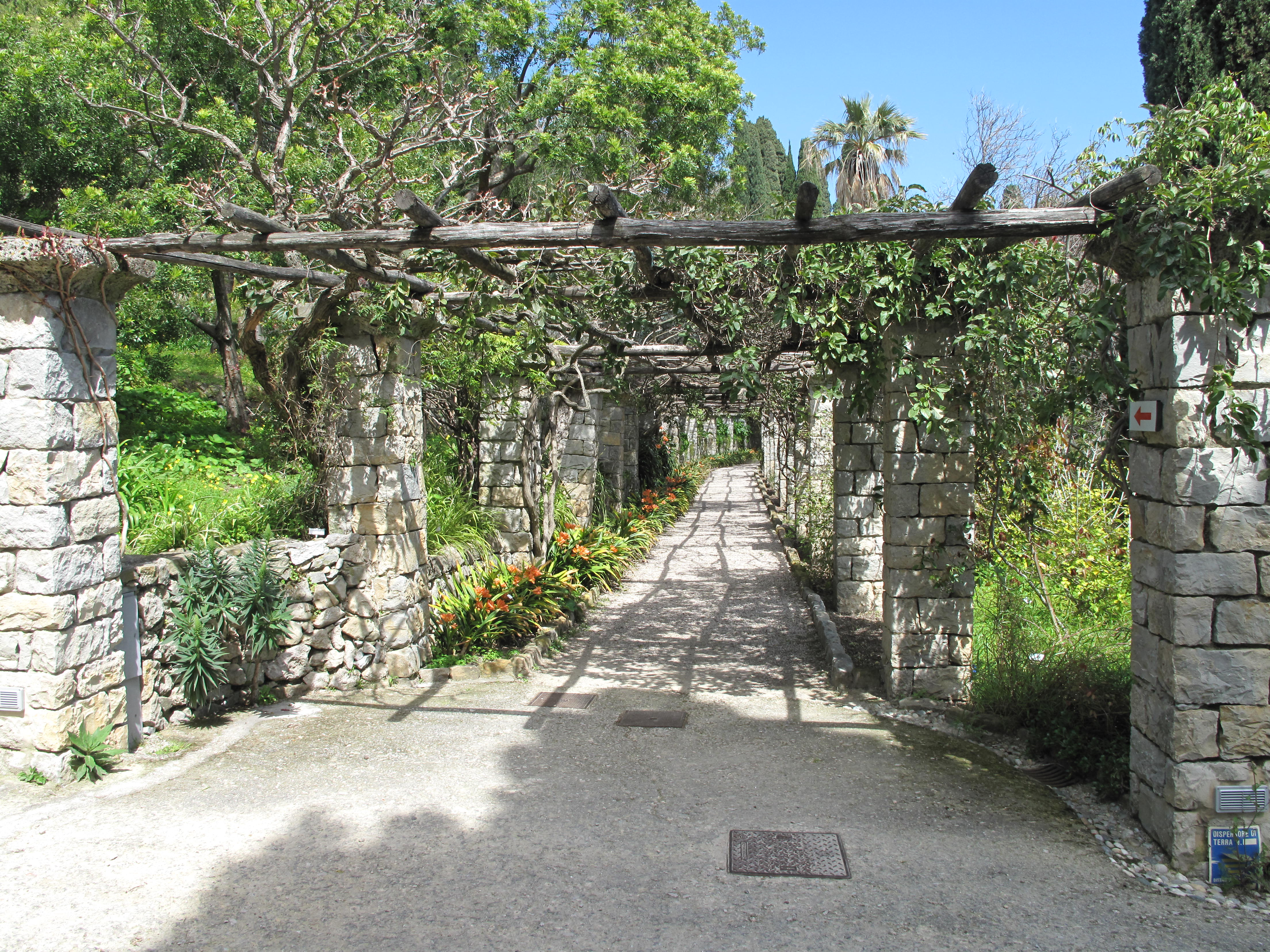

## Treilles de vigne

Quelques treilles de façades de maison
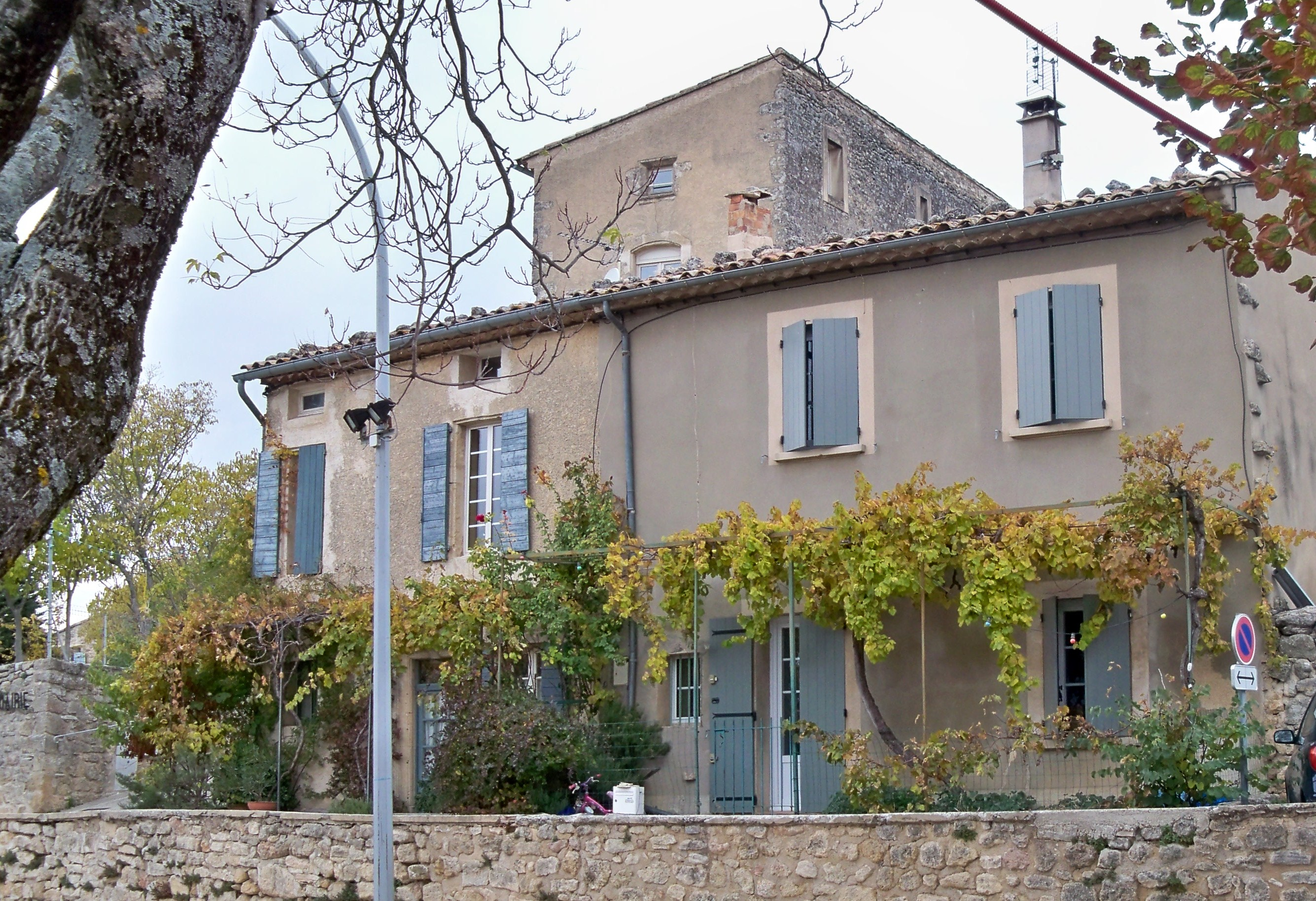
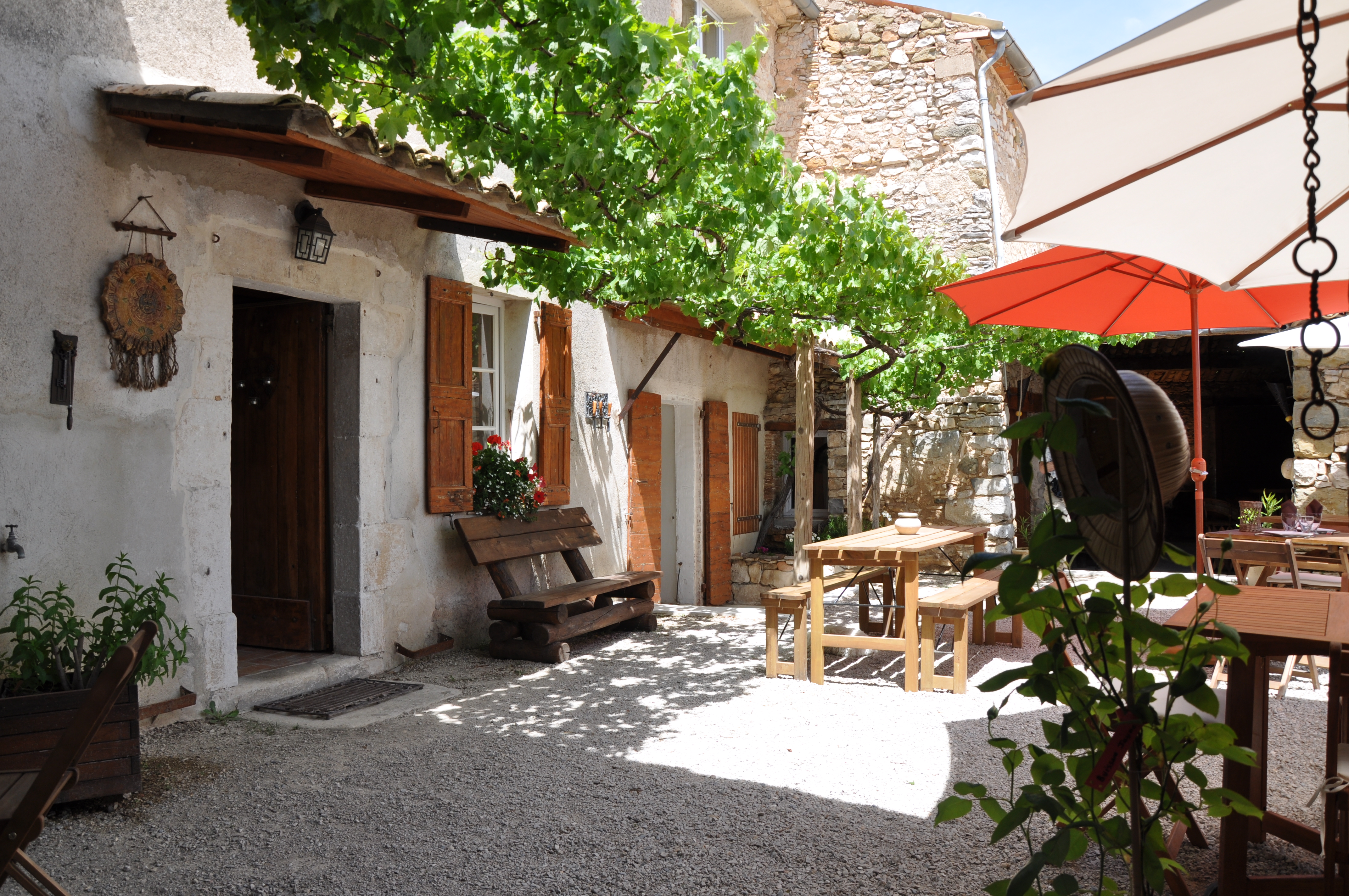
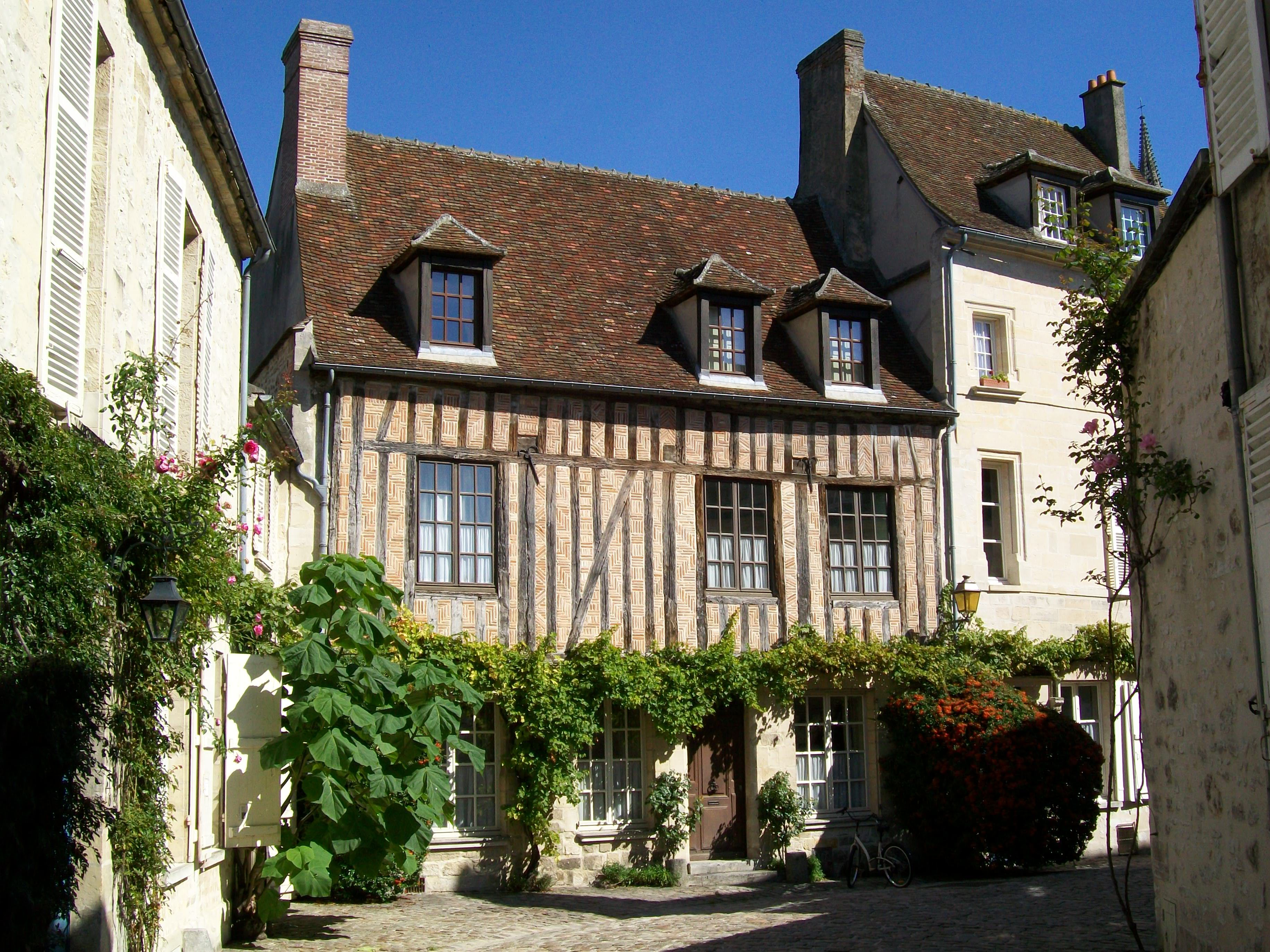
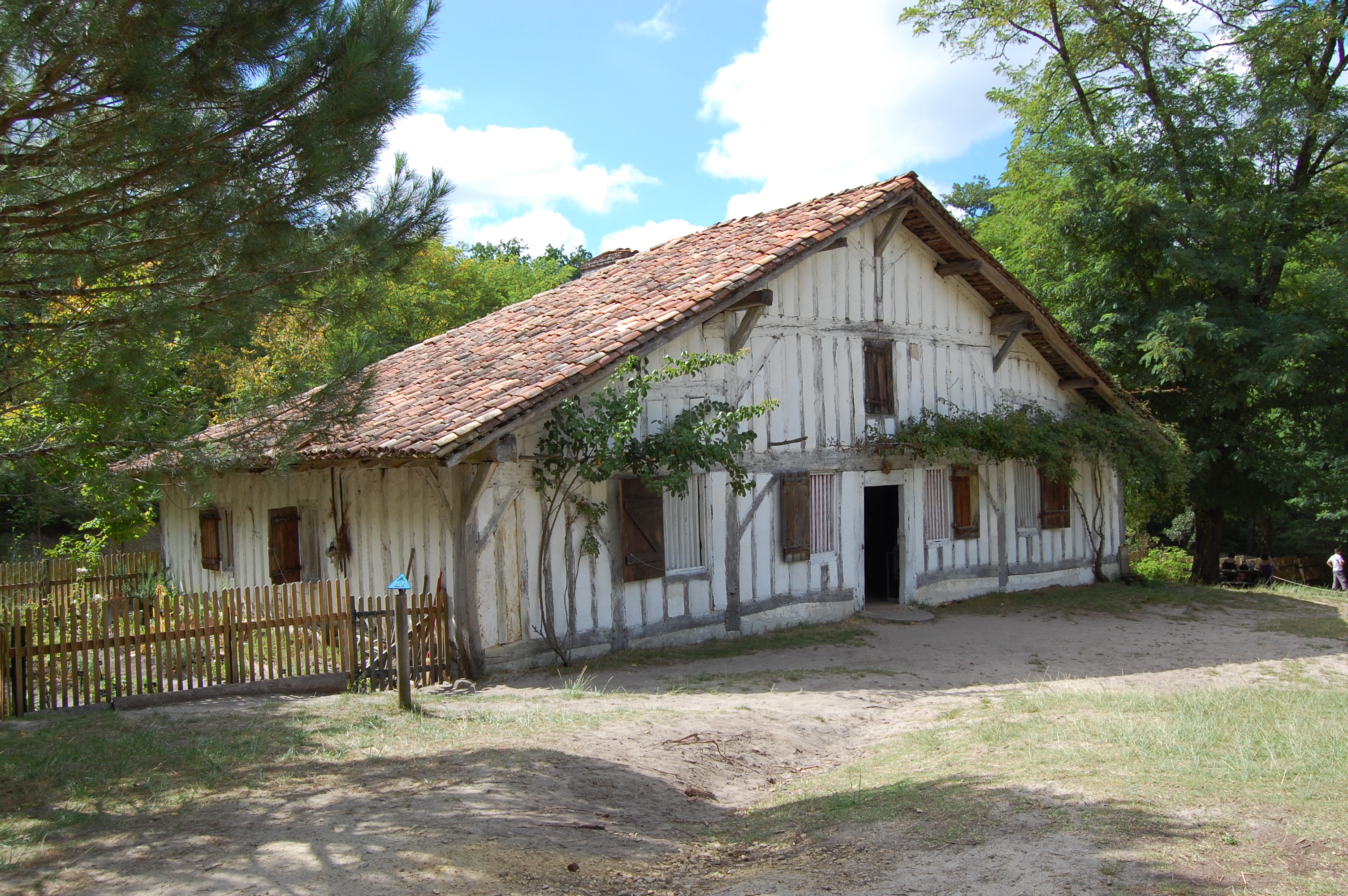
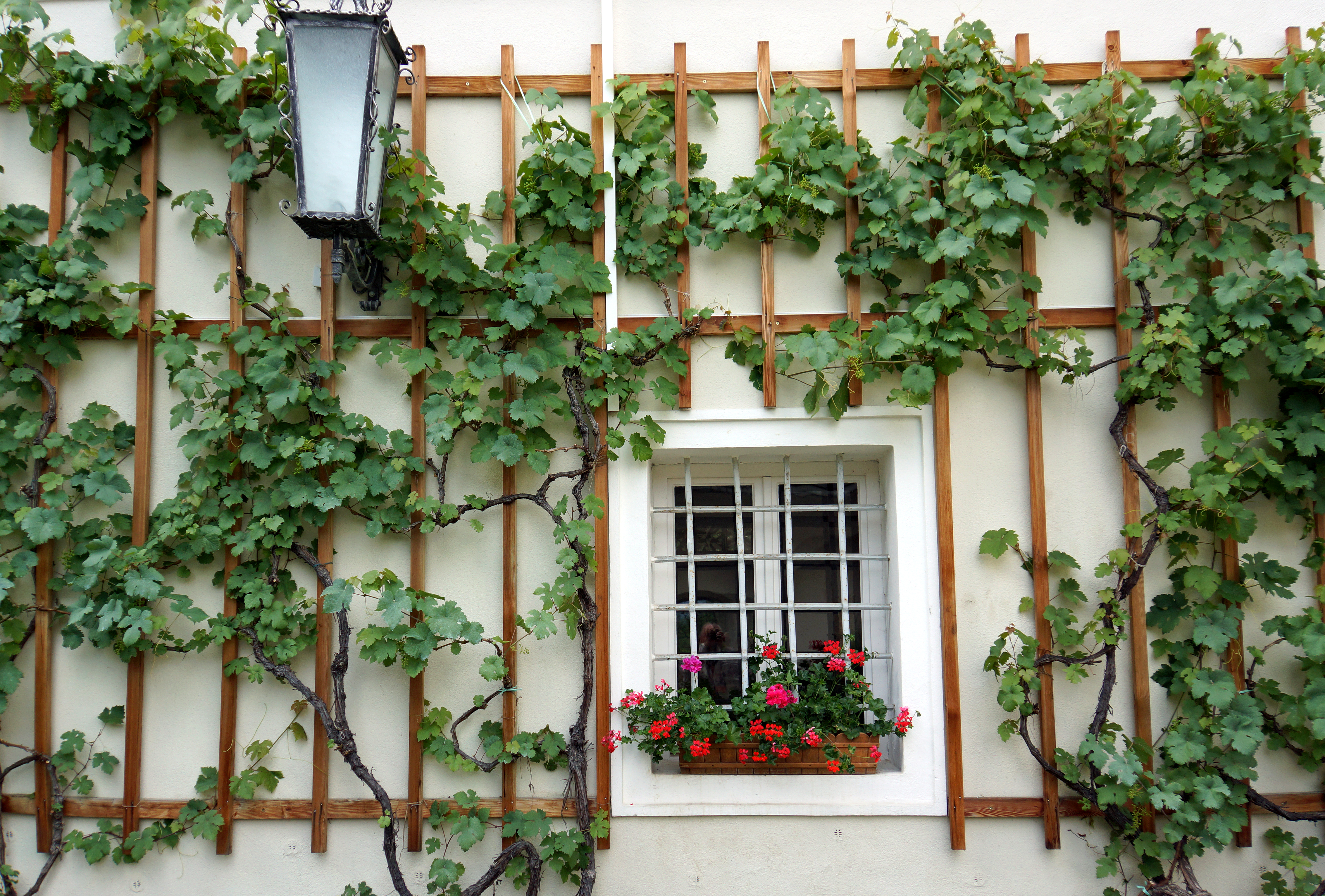
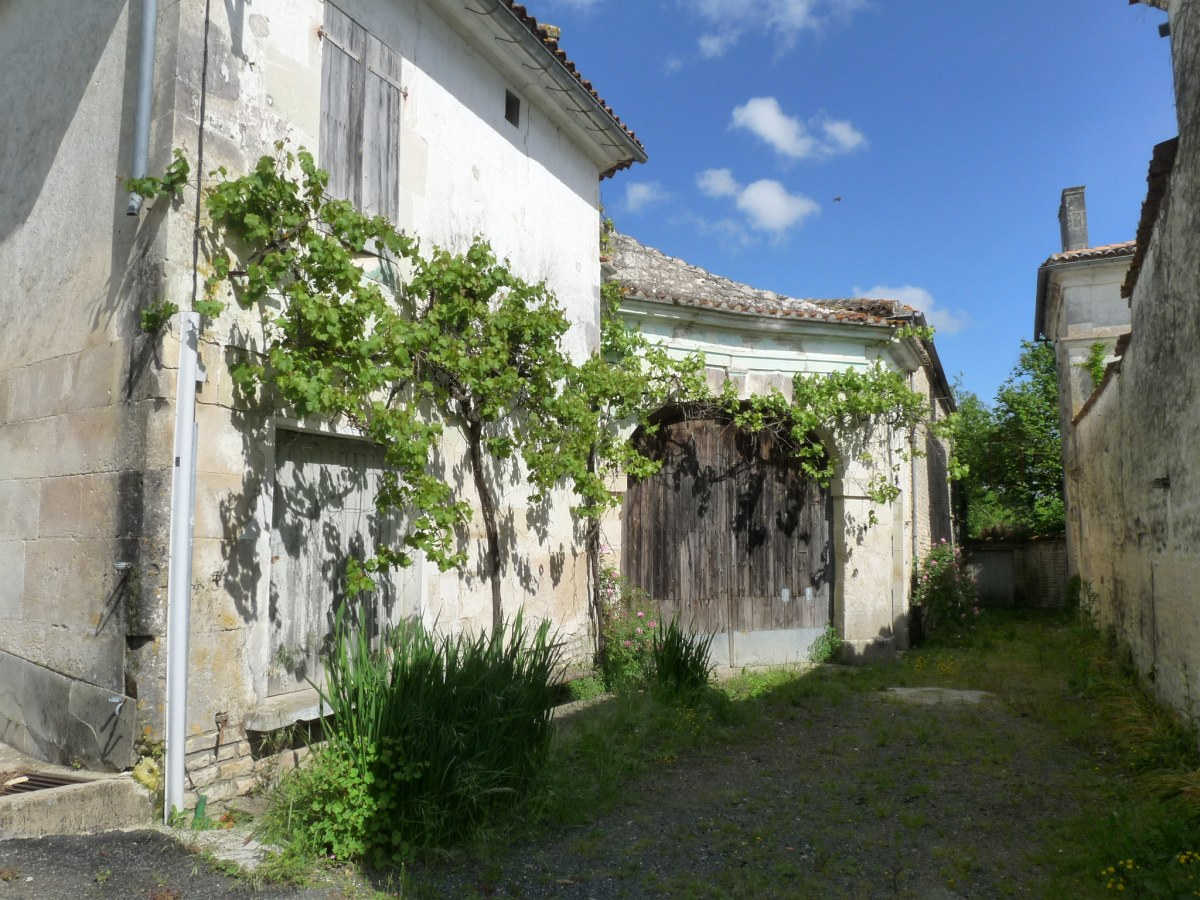
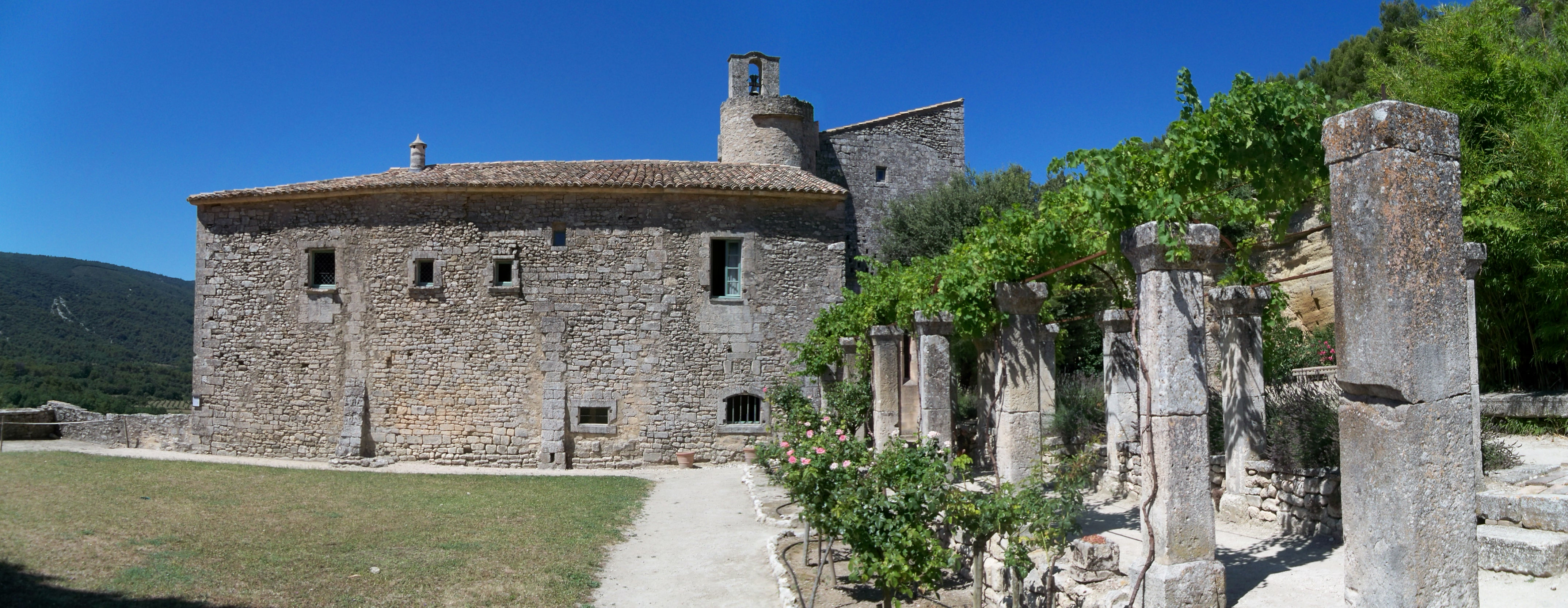
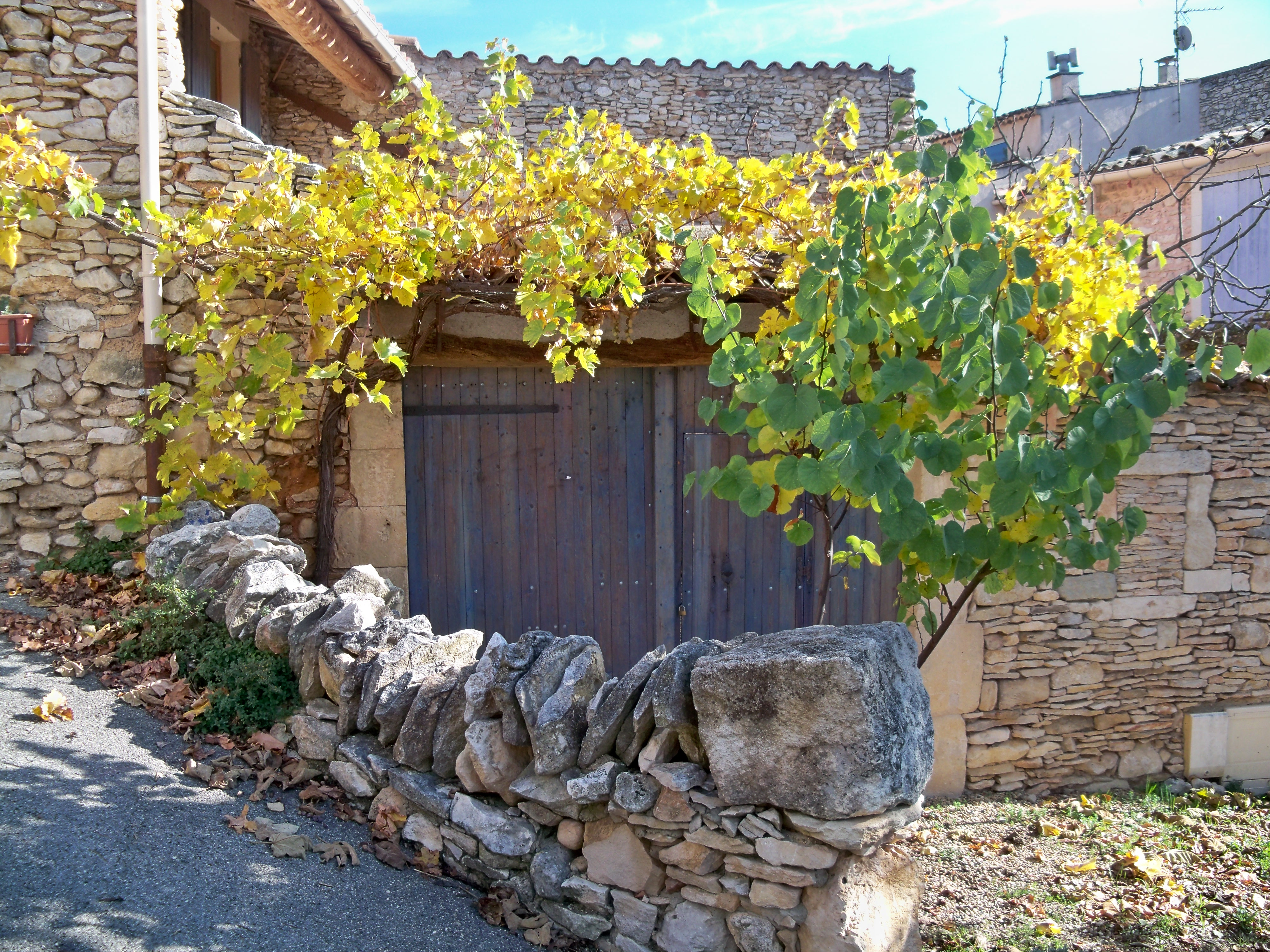
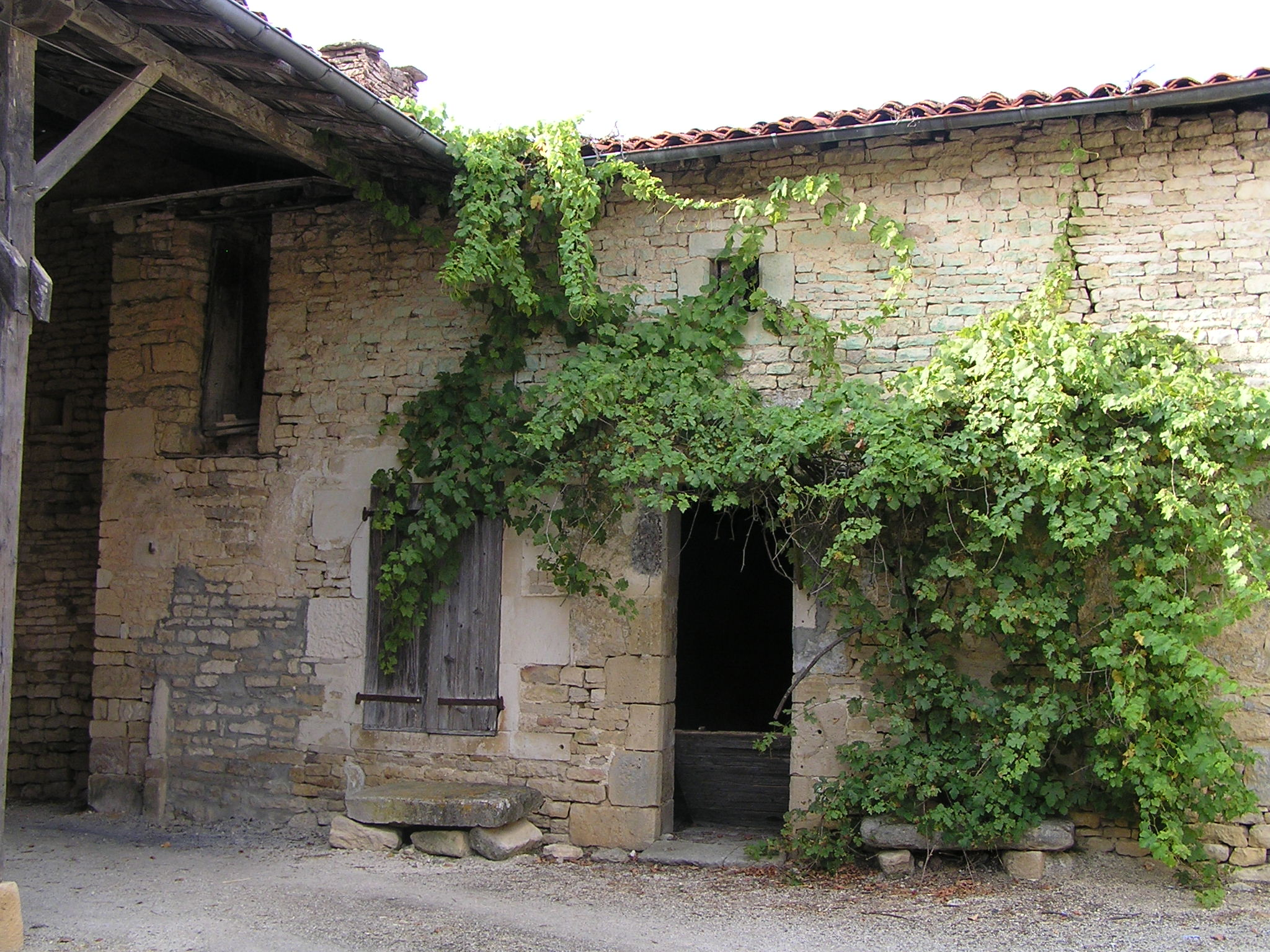

Quelques treilles en pergolas de la vallée d'Aoste (vignoble) dans les Alpes
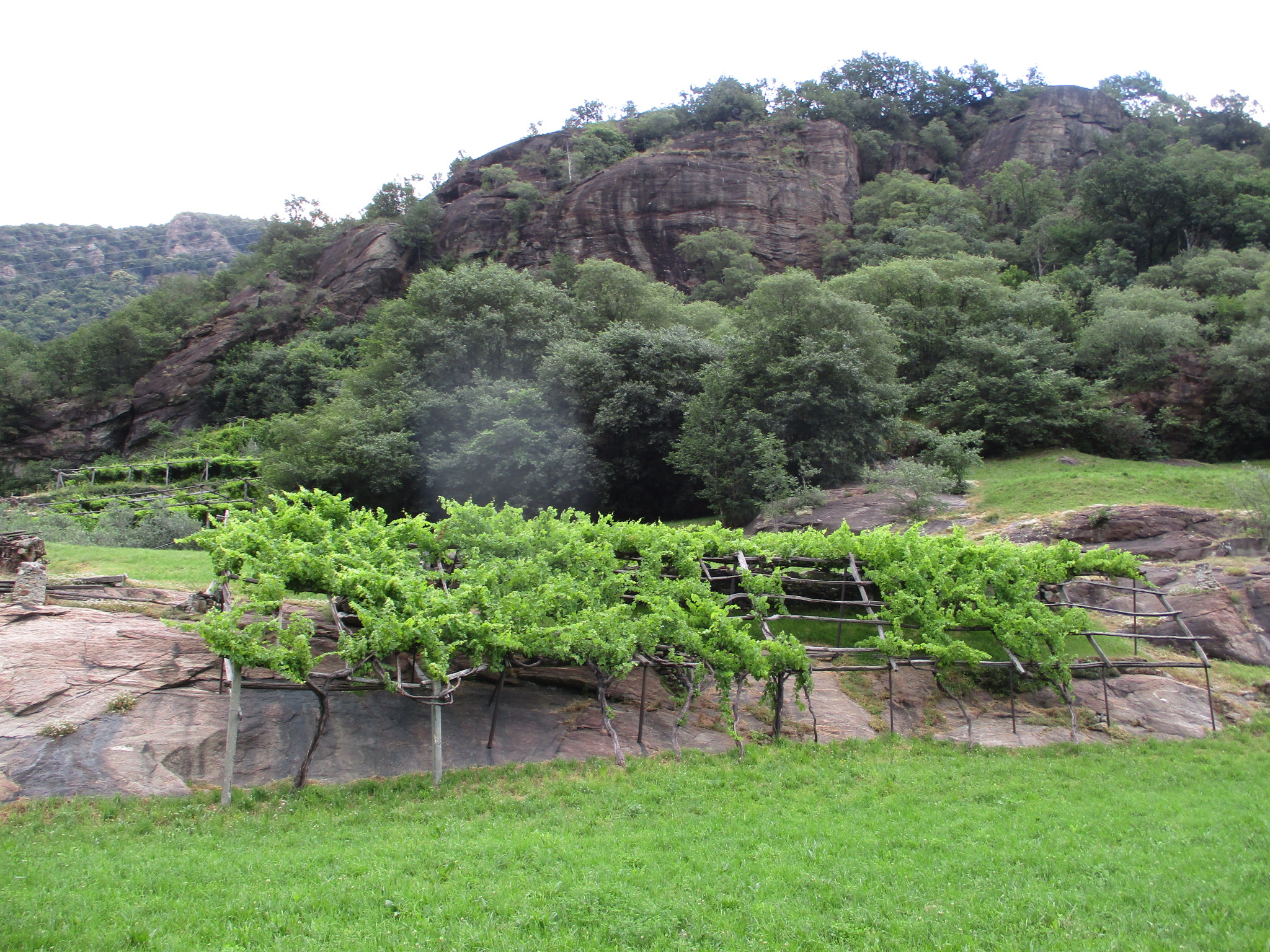
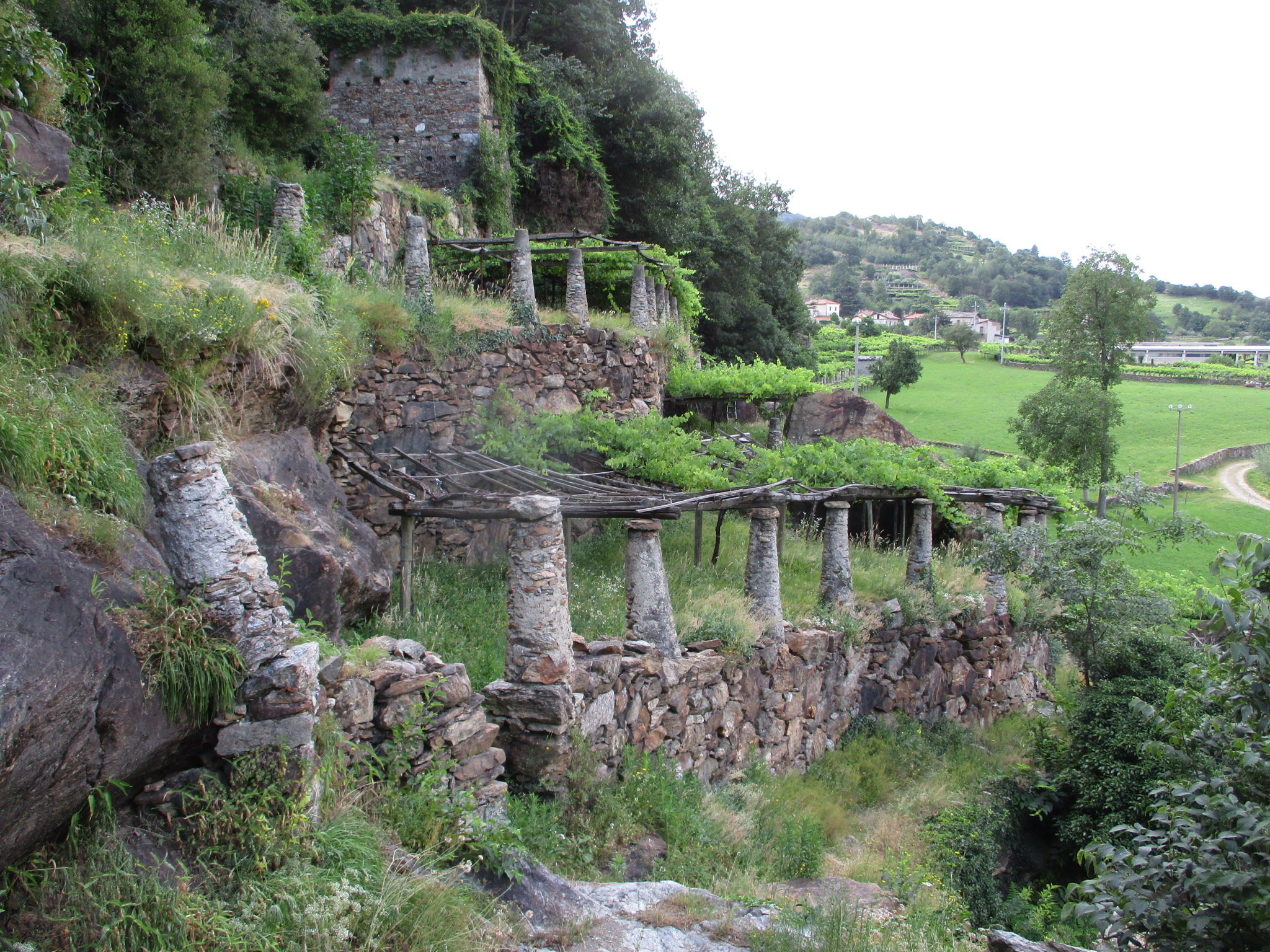
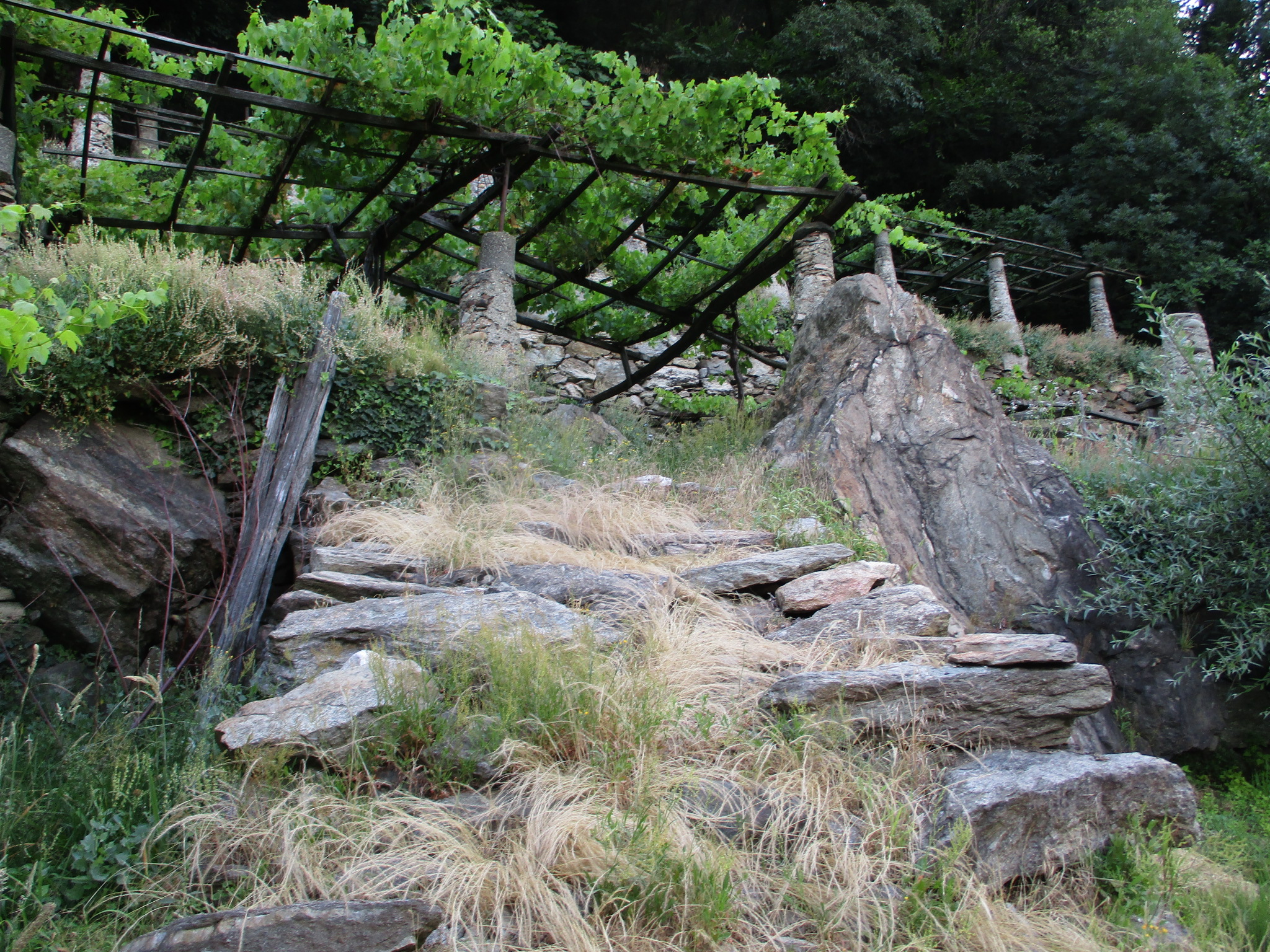
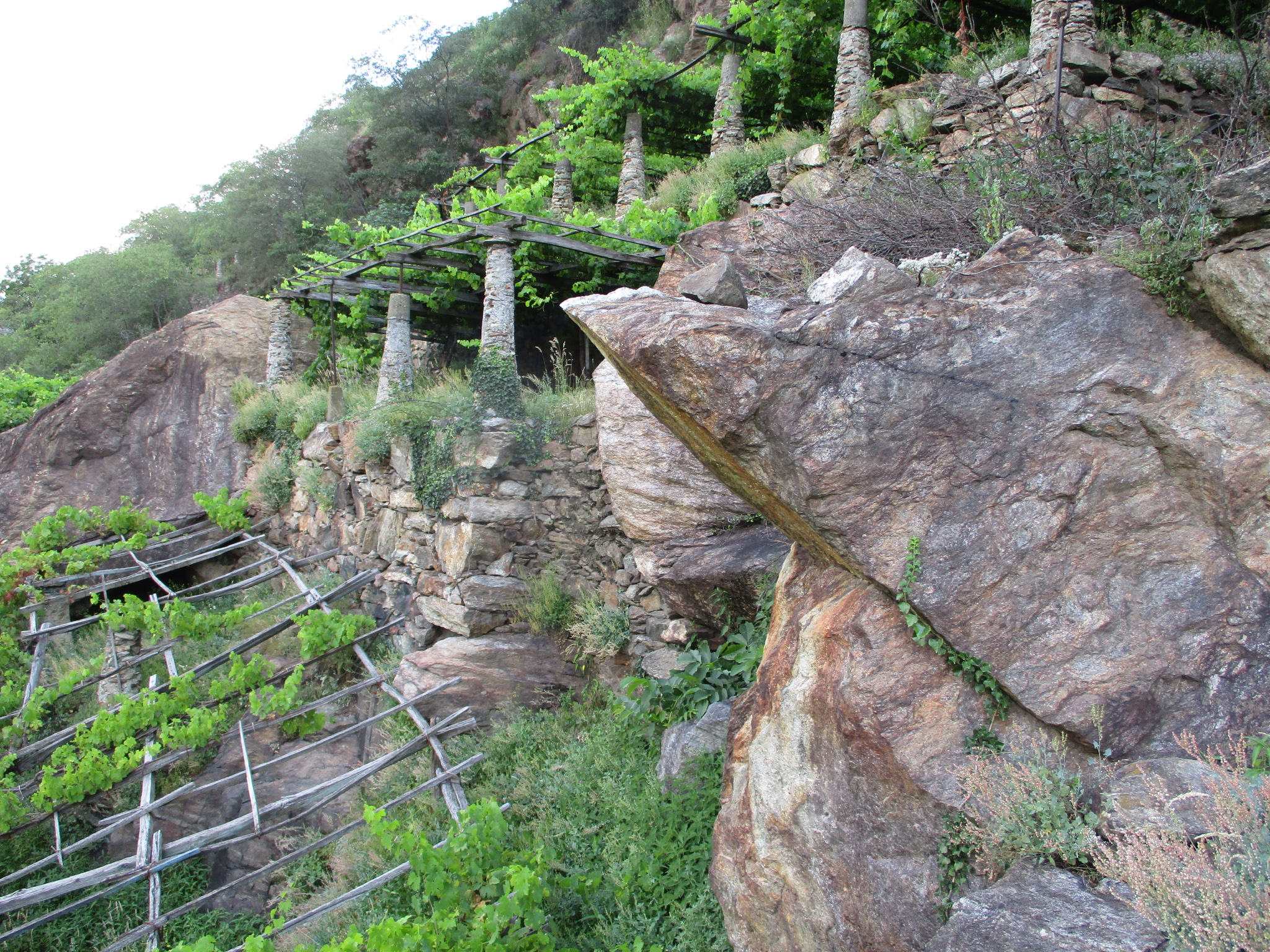
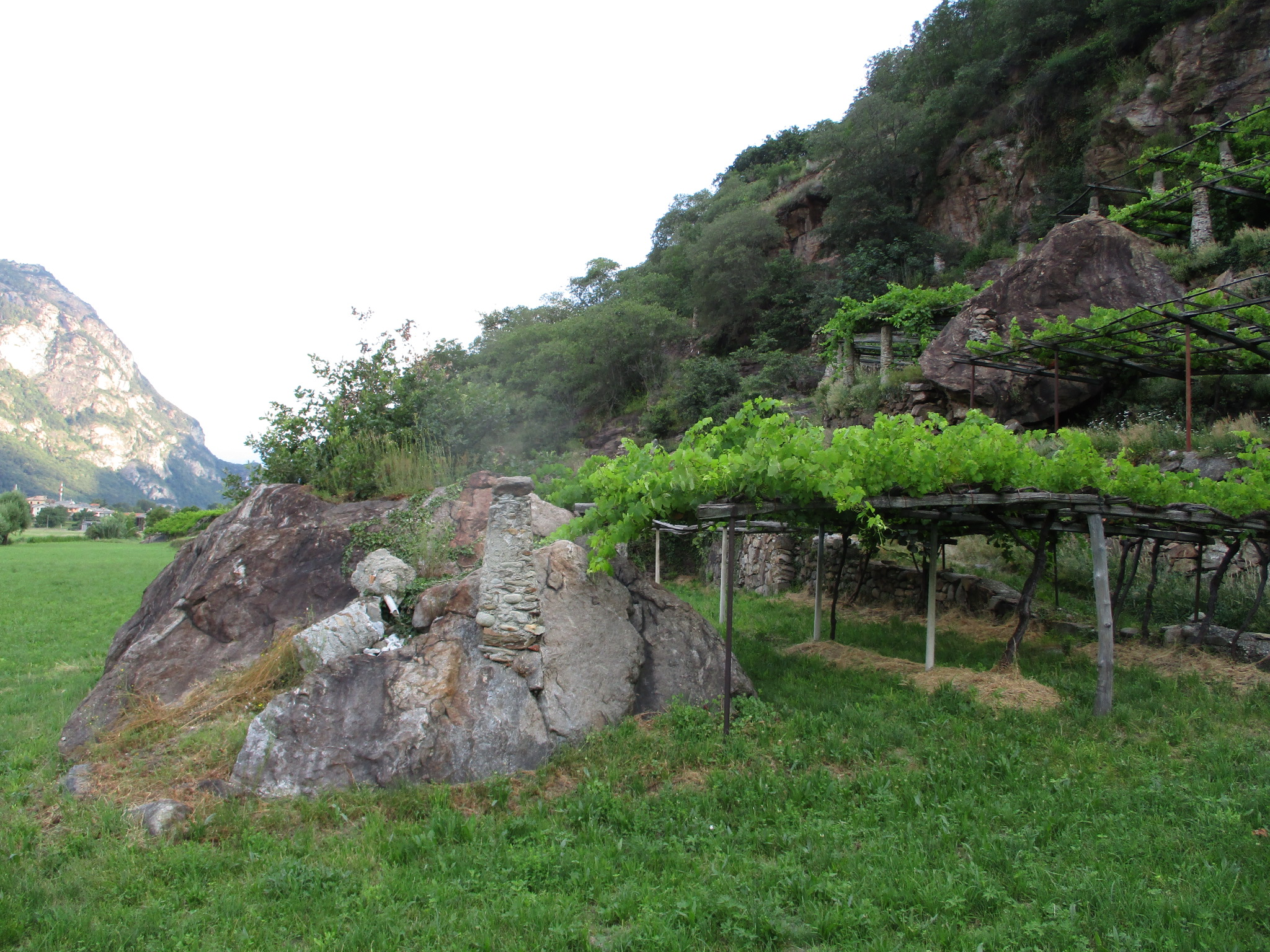
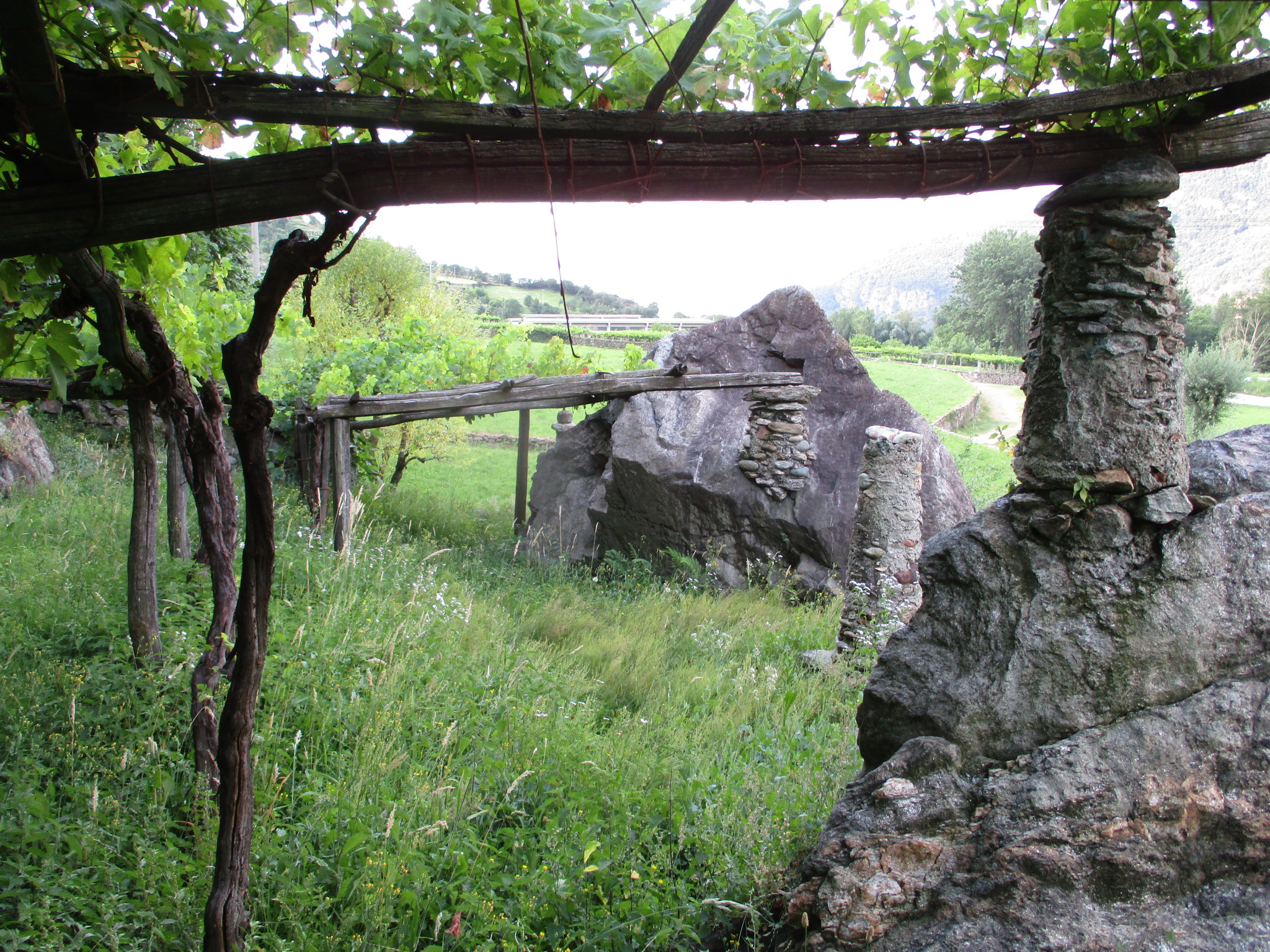